# Tango festival Ljubljana
Tango festival Ljubljana je vsakoletni mednarodni festival, ki poteka v mesecu aprilu ali marcu v Ljubljani. V sklopu prireditve, ki zajema plesne delavnice in nastope, sodelujejo največja imena iz sveta argentinskega tanga. Poteka že od leta 2005.

## Kronološki pregled festivalov z gostujočimi plesnimi pari
| Leto | Čas festivala             | Plesni pari |
| ---- | ------------------------- | --- |
| 2013 | 30. oktober - 3. november | Fernando Sánchez in Ariadna Naveira Carlitos Espinoza in Noelia Hurtado                                                                       |
| 2011 | 24. - 27. marec           | Bruno Tombari in Mariángeles Caamano Fernando Sánchez in Ariadna Naveira                                                                      |
| 2010 | 15. - 18. april           | Sebastian Arce in Mariana Montes Pablo Inza in Eugenia Parrilla Federico Naveira in Inés Muzzopappa                                           |
| 2009 | 16. - 19. april           | Mariano Chicho Frumboli in Juana Sepulveda Sebastian Arce in Mariana Montes Adrian Veredice in Alejandra Hobert                               |
| 2008 | 10. - 13. april           | Mariano Chicho Frumboli in Juana Sepulveda Sebastian Arce in Mariana Montes Pablo Rodriguez in Noelia Hurtado                                 |
| 2007 | 12. - 15. april           | Sebastian Arce in Mariana Montes Leandro Palou in Romina Godoy Pablo Villarraza in Dana Frigoli Sebastian Misse in Andrea Reyero              |
| 2006 | 06. - 09. april           | Osvaldo Zotto in Lorena Ermocida Julio Balmaceda in Corina de la Rosa Pablo Ojeda in Beatriz Romero Osvaldo »Pies de miel« in Coca de Cartery |
| 2005 | 30. marec - 03. april     | Osvaldo Zotto in Lorena Ermocida Julio Balmaceda in Corina de la Rosa Leandro Palou in Andrea Misse Osvaldo »Pies de miel« in Coca de Cartery |